# RadioVerdeRai
(La sigla di apertura di RadioVerdeRai con la voce di Gigi Marziali, dal 1991 al 1994)
RadioVerdeRai è stato un canale radiofonico nazionale italiano della Rai, nato il 31 marzo 1991 sulla FM di Rai Radio 2 dall'esperienza di RaiStereoDue.
La programmazione iniziava alle 12:50 e proponeva musica, notizie e aggiornamenti sul traffico per un pubblico prettamente giovane e automobilisti in viaggio fino alla mezzanotte. Dalle 6:00 alle 12:50, i programmi di Radiodue trasmettevano a rete unificata in FM e AM, mentre dalle 12:50 venivano diffusi solo in AM, lasciando spazio in FM a RadioVerdeRai. Le due bande si ricollegavano solo per trasmettere i GR delle 19.30 e delle 22.30.
La radio cessò le proprie trasmissioni nel 1994.

## Storia
RadioVerdeRai nasceva per volontà di un progetto del consiglio di amministrazione della Rai, Un piano per la Radio, che aveva l'obiettivo di incrementare l'offerta dei primi due canali stereofonici di Radio Rai e garantire una maggiore differenziazione tra essi. RadioVerdeRai, continuando l'esperienza di successo di RaiStereoDue, aveva un format costituito da un flusso di musica e notizie. Il pubblico di riferimento non era più solo composto da giovani appassionati di musica ma anche da ascoltatori interessati ad un'informazione più presente ed esauriente, in particolare sul traffico e la viabilità sulle strade d'Italia.
Il produttore e direttore era sempre l'ideatore dei canali stereo della Rai, Maurizio Riganti, fino al suo pensionamento nel 1993 quando gli successe Paolo Francisci, giornalista e conduttore negli anni '70 dello storico SuperSonic. Il capostruttura invece era Gigi Marziali, anche lui conduttore veterano di SuperSonic. Quest'ultimo è stato definito "the voice" per la sua bellissima voce dalla timbrica riconoscibile e unica che ha prestato al canale nella sigla e nei jingle principali.
La sigla di apertura di ogni fascia della programmazione era Garden Party del gruppo islandese Mezzoforte sulla quale la voce di Gigi Marziali descriveva la missione del canale: «RadioVerdeRai un programma di musica e notizie, RadioVerdeRai in ogni momento la situazione del traffico sulle strade d'Italia».
I jingle erano un breve stacco musicale incisivo di dieci secondi circa rigorosamente con la voce sopra di Gigi Marziali che diceva: «Rai Radiotelevisione italiana, qui RadioVerdeRai» e «RadioVerdeRai, musica e notizie».

## Programmazione
Rispetto a RaiStereoDue sparivano le conduzioni a due-tre voci e RadioVerdeRai diventava un unico programma, chiamato inizialmente Spazio Due, suddiviso in tre fasce orarie (12:50-16:00, 16:00-19:30 e 20:00-00:00), condotte da un solo conduttore dal lunedì al venerdì e per il fine settimana.
Gli appuntamenti musicali principali settimanali si susseguivano a ripetizione nell'arco della giornata:
- I Magnifici 10, alle 13-16 e il meglio della puntata alle 20:30;
- Musica per Voi, le richieste degli ascoltatori, alle 14-19-21;
- Hit Parade, alle 18, e il meglio alle 22;
- DiscoNovità alle 21:30;
- RadioVerderai Classica, spazio dedicato alla musica colta, condotto da esperti del settore, alle 23, poi l'ultimo anno spostato alle 20.

La maggior parte dei conduttori della nuova emittente proveniva dalla squadra di RaiStereoDue. La vocazione informativa della nuova rete e i programmi presentati da un solo conduttore avevano richiesto uno stile di conduzione più pacato ed essenziale, cercando di differenziarsi dalle radio commerciali urlate, con molte chiacchiere spesso inutili e sopra le righe.
L'informazione era in onda ogni mezz'ora: Gr2 - Le notizie quando vuoi ad ogni nuova ora mentre Gr2 Aggiornamenti al trentesimo minuto di ogni ora. Il notiziario sul traffico, Onda Verde, a cura del CCISS Viaggiare Informati, veniva trasmesso a seguito di tutti i radiogiornali.
La programmazione musicale, scelta secondo logiche di qualità e cercando una netta differenziazione rispetto alle radio private, era principalmente pop contemporanea, ma venivano suonati anche i grandi classici del passato. La musica italiana era grande protagonista: quasi la metà della programmazione musicale era infatti composta da artisti italiani famosi ma anche emergenti.
Alle 15, alle 17 e alle 21.30 venivano intervistati artisti musicali italiani e non, spesso per un'intera settimana, che proponevano la propria musica, eventualmente l'album in promozione, e rispondevano alle domande degli ascoltatori che intervenivano in diretta.
Lo sport era parte integrante della programmazione: radiocronache delle più importanti partite calcistiche; brevi collegamenti di pochi minuti con i corrispondenti sul posto per raccontare le competizioni sportive del momento; la domenica pomeriggio venivano trasmessi la storica Tutto il calcio minuto per minuto e Domenica Sport, oggi in onda su Rai Radio 1.
Da mezzanotte alle 6:00 la programmazione si unificava con quella di StereoRai in RaiStereoNotte.
RadioVerdeRai chiuse ufficialmente il 14 marzo 1994 ma è servita da base per la costituzione di quella che di lì a poco sarebbe stata la linea editoriale di Radio 1, ovvero una sorta di all-news radiofonica con un palinsesto costituito da un'edizione del GR1 ogni mezz'ora, programmi d'approfondimento e musica di qualità sullo stile di RaiStereoNotte condotta principalmente per la maggior parte dai suoi conduttori storici.

## Conduttori
I primi conduttori sono stati:
- Francesco Acampora
- Antonella Condorelli
- Isabella Orazi

I conduttori del fine settimana erano:
- Gianmaurizio Foderaro
- Emanuela Castellini
- Giorgio Iacoboni

Sostituiti, nella stagione autunnale da:
- Simonetta Zauli
- Cinzia Donti
- Roberto Raspani Dandolo

Nel week end il pomeriggio toccava a:
- Clarita Busti
- Clelia Bendandi
- Federica Gentile la conduttrice della sera.
- Filippo Firli, a cui era affidata la fascia delle Hit Parade

Due stagioni dopo la fascia del weekend venne affidata ad
- Federica Gentile dalle 12 50 alle 16
- Angelo De Nardis, dalle 16 alle 19.30
- Filippo Firli, dalle 20.00 alle 24.00

Il programma RadioVerdeRai Classica è stato condotto da
- Francesco Maria Marcucci
- Lorenzo Macrì
- Corrado Russo
- Anna Dal Ponte
- Alessandro Messina